# Ljubow Nikolajewna Runzo
Ljubow Nikolajewna Runzo (russisch Любовь Николаевна Рунцо, engl. Transkription Lyubov Runtso; * 19. September 1949 in Baku, Aserbaidschanische Sozialistische Sowjetrepublik) ist eine ehemalige russische Sprinterin, die für die Sowjetunion startete und sich auf den 400-Meter-Lauf spezialisiert hatte.
Bei den Olympischen Spielen 1972 in München wurde sie Achte in der 4-mal-400-Meter-Staffel.
Ihre persönliche Bestzeit von 53,1 s stellte sie 1972 auf.